# Jozef Hagara
Jozef Hagara (9. listopadu 1920 Topoľčany – 22. února 2014 Trnava) byl slovenský fotbalista, pravý obránce. Po skončení aktivní kariéry působil jako trenér.

## Fotbalová kariéra
V československé a slovenské lize hrál za TŠS/Kovosmalt Trnava. Nastoupil v 71 ligových utkáních a dal 1 gól.

## Ligová bilance
| Ročník                                     | Zápasy | Góly | Klub             |
| ------------------------------------------ | ------ | ---- | ---------------- |
| Státní liga 1945/46                        | -      | -    | TŠS Trnava       |
| Státní liga 1948                           | -      | -    | TŠS Trnava       |
| Celostátní československé mistrovství 1949 | -      | -    | Kovosmalt Trnava |
| CELKEM                                     | 71     | 1    |                  |

## Trenérská kariéra
- 1. československá fotbalová liga 1960/61 Spartak Trnava
- Kambodža – reprezentace – 1962/63